# Amerikanskt varmblod
Det amerikanska varmblodet är som så många andra varmblodshästar egentligen olika hästraser som mixats ihop för att få fram en häst som passar in på de egenskaper och utseende som en sporthäst av varmblodstyp ska ha. Men för att registreras som Amerikanskt varmblod måste hästen ha fötts upp i USA, Kanada eller Mexiko. En del uppfödare i USA menar att varmbloden, även de Europeiska egentligen inte är raser utan typer. 

## Historia
Det amerikanska varmblodet är en relativt ny ras. Den första föreningen, The American Warmblood Registry startades 1983 med syfte att få fram en utmärkt sporthäst. Många Europeiska raser ligger i grunden för rasen bland annat Engelskt fullblod för snabbheten och andra europeiska varmblod. Arabiskt fullblod finns också med i blandningen för att ge uthållighet och ett mer ädelt utseende. Även kallblodshästar och ponnyer korsas in i varmbloden. 
Idag finns flera olika register inom den amerikanska varmblodsföreningen. The Main Book för den mest utmärkande varmblodstypen, The Pony Book för de hästar som tillhör ponnykategorin under 148 cm, och Elite Book för hästar som har tävlat framgångsrikt. 

## Egenskaper
Utseendemässigt är det amerikanska varmblodet väldigt likt det engelska fullblodet, speciellt huvudet är väldigt likt och är tilltalande med rak nosprofil och uttrycksfulla ögon. Hästarna är oftast korta i ryggen vilket passar perfekt till alla slags ridning och rasen har avlats fram specifikt för tävling. 
Rasen är uthållig, kraftfull men ändå lugn. Hästarna har elastiska och fjädrande rörelser och är spänstiga och energiska med en enorm hjärt- och lungkapacitet. Även om de inte slagit igenom på tävlingsbanorna i Europa än så är det den mest använda rasen inom hoppning och dressyr i USA. 